# Прапор Ямайки

Перший запропонований дизайн прапора Ямайки

Ще одна пропозиція щодо прапора Ямайки

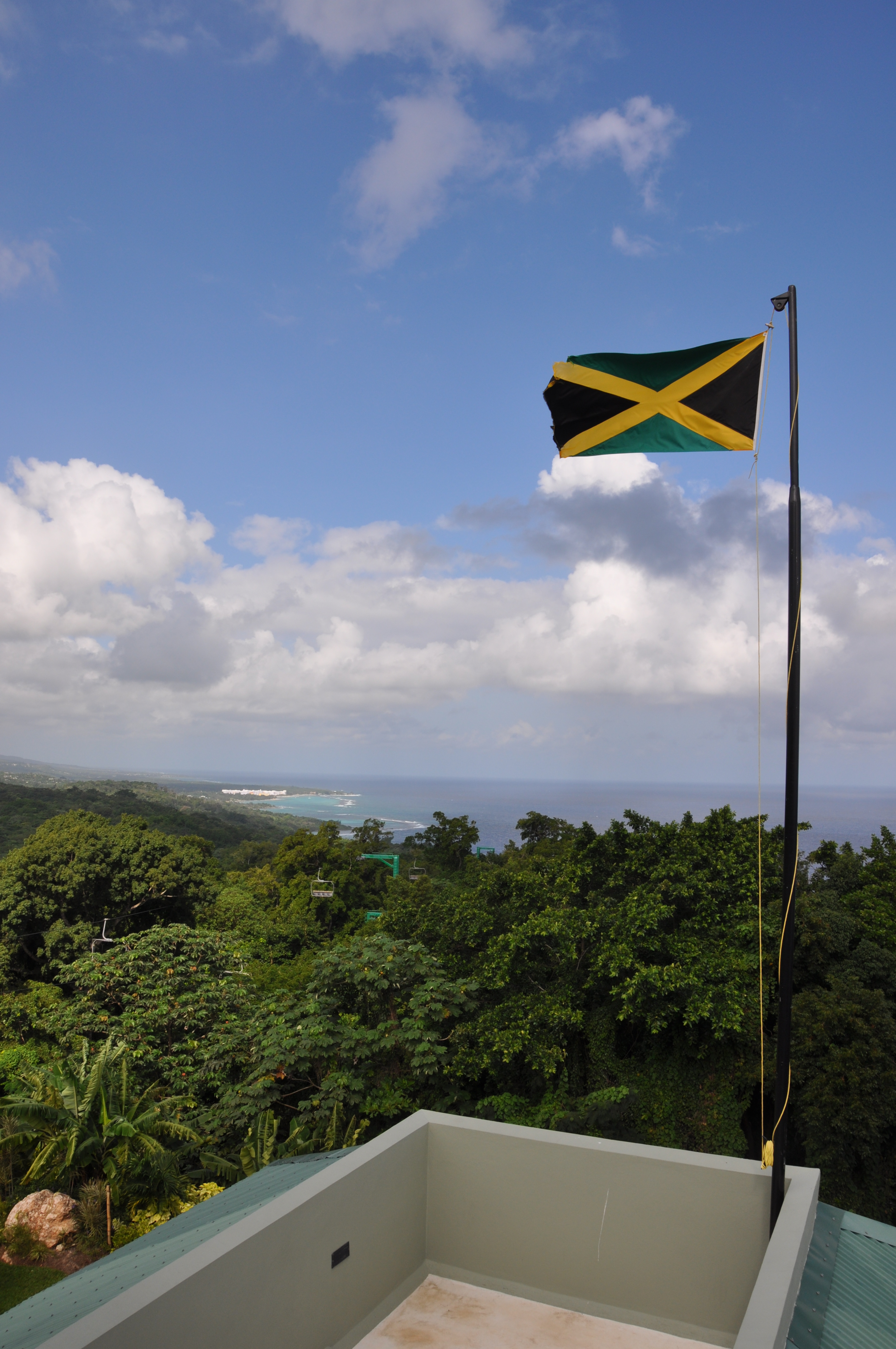
Прапор Ямайки майорить над дахом будинку.

Прапор Ямайки було прийнято 6 серпня 1962 року (День незалежності Ямайки), коли країна отримала незалежність від Федерації Вест-Індії. Прапор складається із золотого салтира, який ділить прапор на чотири частини: дві з них зелені (верхня і нижня) і дві чорні (підйомна частина і махова частина). На даний момент це єдиний державний прапор, який не містить відтінку червоного, білого або синього кольорів.

## Дизайн і символізм
До здобуття Ямайкою незалежності уряд Ямайки провів конкурс на дизайн нового прапора Ямайки. Було подано понад 360 проектів, і деякі з цих оригінальних матеріалів зберігаються в Національній бібліотеці Ямайки. Однак конкурс не зміг визначити переможця, і двопартійний комітет палати представників Ямайки зрештою придумав сучасний дизайн. Спочатку він був розроблений із горизонтальними смугами, але його було визнано надто схожим на Прапор Танганьїки (як це було в 1962 році), і тому замінили на сальтир.
Попередня інтерпретація кольорів була такою: «труднощі є, але земля зелена і світить сонце», як зазначено в документі урядового міністерства 28 — Національний прапор від 22 травня 1962 року. Золото нагадує про сяюче сонце, чорний відображає труднощі, а зелений символізує землю. У 1996 році він був змінений на чорний, що символізує силу та креативність людей, які дозволили їм подолати труднощі, золотий — багатство країни та золоте сонце, зелений — пишну рослинність острова, а також надію. Зміну було внесено за рекомендацією комітету з експертизи національних символів і національних обрядів, призначеного тодішнім прем’єр-міністром П. Дж. Паттерсона під головуванням Мілтона «Рекса» Неттлфорда.

### Дизайн
|               |
| схема прапора |

Відтінки кольорів прапора Ямайки офіційно визначені в Шкалі Pantone. Золотий колір - відтінок 109 U, а зелений - 355 U. Крім того, зелений колір асоціювався з відтінком «Emerald T817» за зразками Британського Адміралтейства.
| Кольорова схема | Золотий       | Зелений        | Чорний        |
| --------------- | ------------- | -------------- | ------------- |
| Pantone         | 109 U         | 355 U          | —             |
| RGB             | 255-199-0     | 24–151–94      | 0-0-0         |
| CMYK            | 0%–9%–100%–0% | 95%–0%–100%–0% | 0%-0%-0%-100% |
| HEX             | #FFC700       | #18975E        | #000000       |

## Інші прапори

Військово-морський прапор
Прапор колонії Ямайка 1875 — 1906
Прапор колонії Ямайка 1906 — 1957
Прапор колонії Ямайка 1957 — 1962